# Kreatin-foszfát
A kreatin-foszfát (INN: creatinolfosfate, más néven kreatinol-O-foszfát, kreatinol-foszfát, COP) az izom és az agy egyik fontos energiahordozója. A testépítők által gyakran használt szer, mert igen gyors ütemben fokozza az izomerőt és az állóképességet. A szteroidkészítmények egyik hatása a kreatin-foszfát szintézisének fokozása. Nem minősül doppingszernek.
Az orvoslásban is használják, főleg szívbetegek támogatására. 

## Működésmód
Az izmok összehúzódásához szükséges energiát az ATP → ADP + Pi kémiai reakció biztosítja. Az adenozin-trifoszfát adenozin-difoszfáttá és foszfátcsoportra bomlik, miközben 30,5 kJ/mol energia szabadul fel. A szervezet azonban nem képes nagy mennyiségű ATP-t tárolni, csak annyit, amennyi „nyugalomban” kb. fél percre elég. Az energia kreatin-foszfát formájában tárolódik, melyet a szervezet a 
```
kreatin-foszfát + ADP → 
kreatin
 + ATP
```

folyamattal tud mozgósítani. A reakciót a kreatin-kináz(en) enzim katalizálja, és 12,6 kJ/mol energia felvétele szükséges hozzá, melyet a szervezet szőlőcukor oxidálásával teremt elő (glikolízis). A két reakciót a sejtekben a hexokináz(en) enzim kapcsolja össze.
Szívinfarktusban a sérült szívizomsejtekből enzimek kerülnek a vérkeringésbe, ebből (is) diagnosztizálható az infarktus. A kreatin-kináz a diagnosztizálásra használt enzimek egyike.
Az izomsejtekben felgyülemlett kreatin-foszfát elsődleges hatása az, hogy elnyújtsa az anaerob glikolízis energiatermelő folyamatot az egyre fölszaporodó tejsav jelenlétében is. Emellett csökkenti az oxigénigényt edzés alatt, valamint növeli az izmok „energia valutájának”, az ATP-nek a szintjét.

## Bioszintézis
A szervezet három lépésben állítja elő.
1. a vesében argininből és glicinből a transzaminidáz[3] enzim közreműködésével guanidino-acetát(en) és ornitin keletkezik
2. a májban guanidino-acetátból és S-adenozil-metioninből(en) a guanidinoacetát-metiltranszferáz(en) enzim hatására kreatin és S-adenozil-homocisztein(en) áll elő
3. kreatinból a feljebb már említett reakció megfordításával keletkezik a kreatin-foszfát.

A kreatin az izomban nem-enzimatikus reakcióval gyűrűvé záródhat. Az így képződő kreatinint(en) a vese választja ki. A kiválasztás jól felhasználható a vesefunkció vizsgálatára.

## Készítmények[4]
- Aplodan
- Dragosil
- Gipron

Magyarországon nincs gyógyszertári forgalomban.